# Karel Šubrt
Karel Šubrt (31. srpna 1891 – ???) byl český fotbalista, útočník.

## Fotbalová kariéra
Hrál v předligové éře za SK Viktoria Žižkov a AC Sparta Praha. Vítěz Mistrovství Českého svazu fotbalového 1912, vítěz Poháru dobročinnosti 1909 a finalista 1912. Jeho fotbalovou kariéru ukončila amputace roky po pozdě ošetřené zlomenině.